# Patrick Hofmann
Patrick Hofmann (* 24. Dezember 1971 in Borna) ist ein deutscher Schriftsteller. Er lebt in Berlin.

## Leben und Schaffen
Hofmann erlangte 1990 an der Erweiterten Oberschule in Grimma das Abitur. Nach dem Zivildienst studierte er Philosophie, Germanistik und Geschichte in Berlin, Leipzig, Moskau und Strasbourg. 2002 promovierte er an der Humboldt-Universität zu Berlin über Edmund Husserls Beschreibungstheorie. Danach lebte und arbeitete er sieben Jahre in Athen.
2008 veröffentlichte Hofmann mit Drei Erzählungen erste literarische Arbeiten. Im Folgejahr erschien sein Debütroman Die letzte Sau, der 2010 mit dem Robert-Walser-Preis ausgezeichnet wurde.

## Werke (Auswahl)
- Nagel im Himmel (Roman). Penguin Verlag, München 2020 ISBN 978-3-328-60128-9
- „Arbeit am Tod. Sankt Tschernobyl“, in: Merkur. Deutsche Zeitschrift für europäisches Denken, Stuttgart 2010, Heft 734
- Die letzte Sau (Roman). Schöffling & Co., Frankfurt am Main 2009 ISBN 978-3-89561-480-4
- „Drei Erzählungen“, in: Sinn und Form – Beiträge zur Literatur, Berlin 2008, Heft 4, ISSN 0037-5756

- Phänomen und Beschreibung. Zu Edmund Husserls Logischen Untersuchungen (Dissertation). Fink, München 2004 ISBN 978-3-7705-4044-0